# Emily J. Harding
Emily Jane Harding Andrews (geboren als Emily Jane Harding 1850 in Bristol; gestorben August 1940, in Sutherland Shire, Australien) war eine britische Malerin und Suffragette.

## Leben

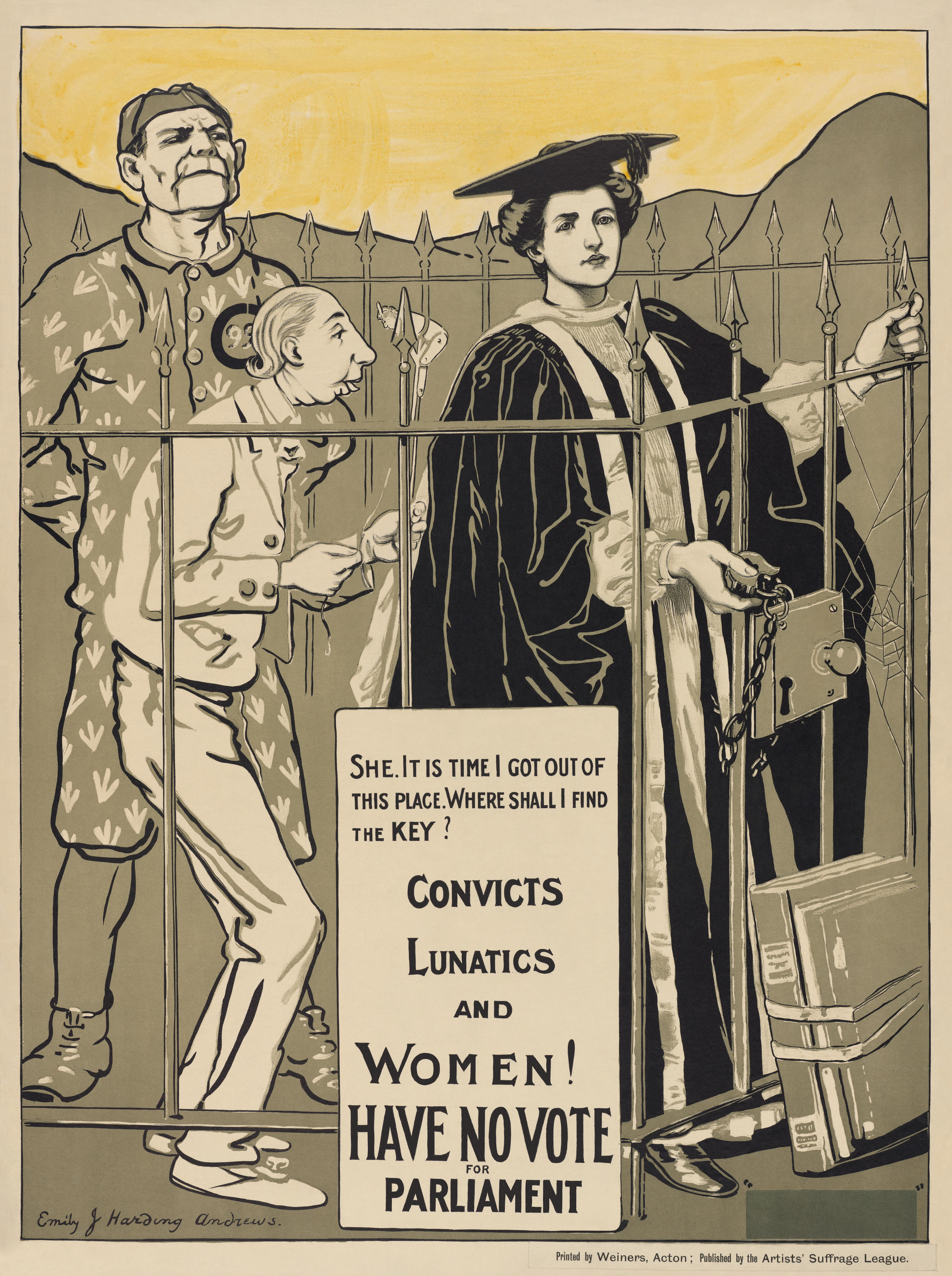
Plakat für die Artists’ Suffrage League (1908)

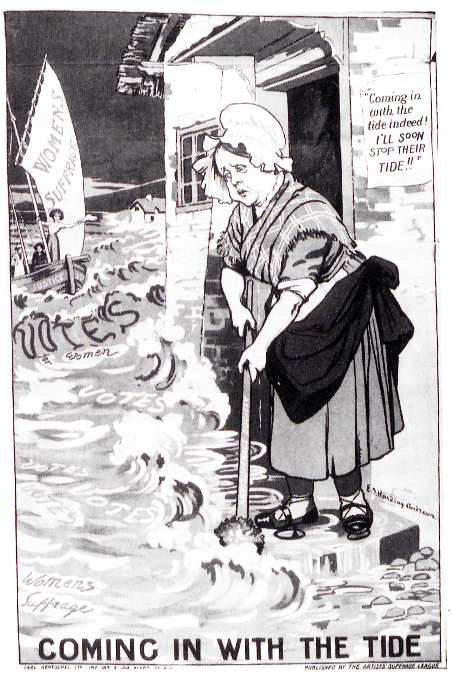
Mrs. Partington moppt gegen die ankommende Flut, die das Frauenwahlrecht bringt.

Emily Jane Harding war das erste von sechs Kindern eines reisenden Händlers. Harding besuchte das Clifton Ladies’ College und erhielt 1868 ein Zeugnis der Bristol School of Art.
Die Familie zog Anfang der 1870er Jahre nach London. Harding stellte erstmals 1877 eine Miniatur in der Royal Academy of Arts aus. Die National Portrait Gallery besitzt von ihr aus dieser Zeit eine Kreideporträt von Arthur Penrhyn Stanley.
1879 heiratete sie den Porträtisten Edward Andrews (1841–1915). Ab den 1880er Jahren illustrierte sie – weiterhin unter ihrem Mädchennamen – Jugendbücher, sowie Märchenbücher der Gebrüder Grimm und von Hans Christian Andersen. Sie übersetzte auch aus dem Französischen. 1897 stellte sie wieder ein Objekt in der Royal Academie aus.
Harding-Andrews unterstützte die Frauenwahlrechtsbewegung und war Mitglied der Artists’ Suffrage League, für die sie Propagandapostkarten und Plakate schuf. Häufig zitiert wird ihre Karikatur Convicts lunatics and women! Have no vote for parliament (Strafgefangene, Irre und Frauen haben kein Wahlrecht). Andrews wurde erstmals am 19. November 1910 festgenommen, als Suffragetten der Women’s Social and Political Union in das House of Commons eindrangen. Am 27. November 1911 wurde sie erneut als Teilnehmerin an einer Demonstration für das Frauenwahlrecht inhaftiert, bei der Schaufensterscheiben zu Bruch gegangen waren.
1935 zog sie von England nach Sutherland in Australien, wo sich Jahre zuvor eine ihrer Schwestern niedergelassen hatte.

## Werke (Auswahl)

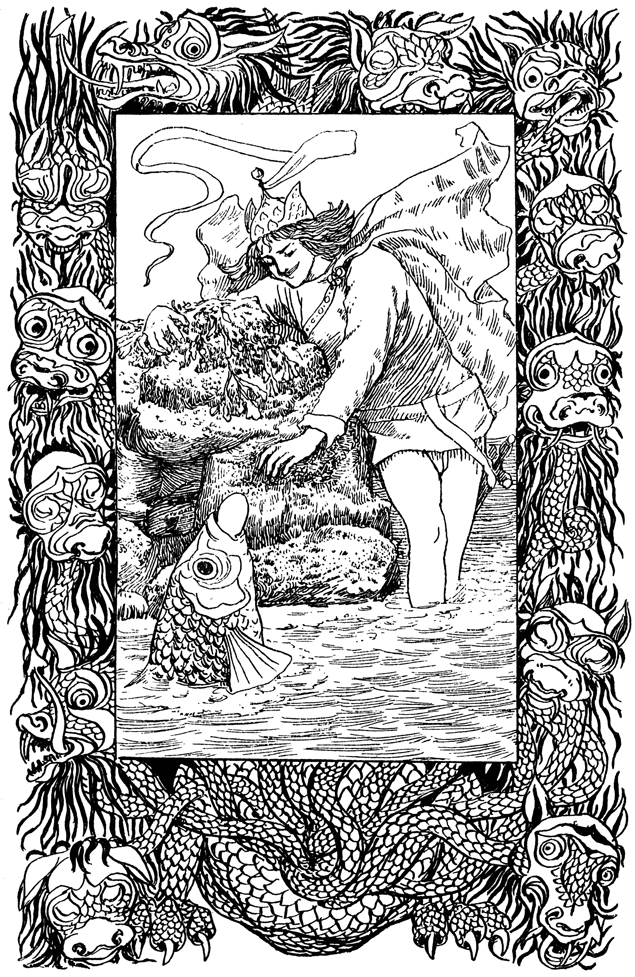
Illustration in Fairy Tales of the Slav Peasants and Herdsmen (1896)

- Rose E. May: In and out and round about : with rhymes. Illustrationen Emily J. Harding. Boston : A.D. Maclachlan, ungefähr  1888
- Des Kindes Lieblinge, Amalie Eichler & Emily J. Harding, 7 Bilder, Fürth, Löwensohn, 1887
- Allerlei und Wunderschön (Vlg. Nr. 395) Amalie Eichler & Emily J. Harding, Gr.4, 12 Bilder, Fürth, Löwensohn 1890
- Kommt, seht und hört! Kinder lieb und werth (Vlg. Nr. 683), Paul Kienhold & Emily J. Harding, 20 Bilder, Gr.4, Fürth, Löwensohn 1890
- Plaudertäschlein für Goldkindchens Mussestunden, Robert Hertwig & Emily J. Harding, Gr. Quart, Fürth, Löwensohn, 1891
- Wie fleißige Kinder die Zeit sich vertreiben, Mit kochen und waschen, mit lesen und schreiben, Else Dorn (Dormitzer 1877–1958) Bilder von Emily J. Harding, erschien auch in russisch, tschechisch, italienisch u. a. Sprachen, Fürth, Löwensohn, 1891
- Братишки и сестренки - Brüder und Schwestern, Flaconbilderbuch Nr. 714 in russisch, erschien auch in finnischer und englischer Sprache, Emily J. Harding, Fürth, Löwensohn, 1892
- Those Children & Little Ladies, Helen Milman, Emily J. Harding, Griffith Farran & Co., London 1892
- Merry Moments for Merry Little Folks, Rose E.May, Emily J. harding, Frederick Warne & Co., New York City, 1893
- Herzkindchens Busenfreund, R. Hertwig, Harding, Emily J., Fürth, Löwensohn 1893
- Aleksander Chodźko: Fairy Tales of the Slav Peasants and Herdsmen. Übersetzung aus dem Französischen und Illustrationen von Emily J. Harding. London : : George Allen, 1896
- Wunderschönes, Dies und Jenes, Robert Hertwig & Emily J. Harding, Gr. Quart, 82 Illustrationen, Fürth, Löwensohn, 1897
- Milton's Hymn on the Morning of Christ's Nativity. Illustrationen Emily J. Harding, T.H. Robinson. London : G. Allen, 1897
- Julia Hack: Kathleen, or, A maiden's influence. London : S.W. Partridge, 1899
- Emily J. Harding: Des Kindes Glück, der Eltern Freud. 10 Blätter. Fürth, Löwensohn, um 1900
- Emily J. Harding: Glückliche Stunden unserer Kinderwelt (Vlg. Nr. 595),  Fürth i. B. : Löwensohn, [ca. 1900]
- A. Hornung: Der Kinder Paradies. Verse. A. Hornung Illustrationen Emily J Harding. 1900
- E. J. Andrews: The "self-help" course of woodwork exercises. London : Charles & Dible, [1907?]